# Neolana
Neolana là một chi nhện trong họ Amphinectidae. De onderliggende soorten phân bố ở New Zealand.

## Onderliggende soorten
- Neolana dalmasi (Marples, 1959)
- Neolana pallida Forster & Wilton, 1973
- Neolana septentrionalis Forster & Wilton, 1973